# Владимир Гиляровски
Владѝмир Алексеѐвич Гиляро̀вски (на руски: Влади́мир Алексе́евич Гиляро́вский) е руски писател, публицист. Участник и военен кореспондент в Руско-турската война (1877 – 1878).

## Биография и творчество
Владимир Гиляровски е роден на 8 декември 1855 г. в с. Сяма, Вологденска губерния, Русия. Семейството е на полицейски служител. Учи във Вологденската мъжка гимназия. Тук започва да пише стихове и епиграми, изучава цирковото изкуство. След неуспешен гимназиален изпит бяга от дома. Работи в гр. Ярославл. Постъпва на военна служба в 137- и Нежински пехотен полк. За кратко учи в Московското юнкерско военно училище и напуска военната служба. Работи в Царицин и Ростов на Дон. От 1875 г. е пътуващ актьор.
По време на Руско-турската война (1877 – 1878) се връща в армията. Доброволец в 161-ви Александрополски пехотен полк. Боец охотник. Награден е с войнишки Георгиевски кръст „За храброст“ IV ст., медал „За русско-турецкую войну 1877—1878“ и медал „В память 300-летия дома Романовых“. Едновременно е военен кореспондент в Руско-турската война (1877 – 1878). Публикува множество кореспонденции и очерци за действията на Кавказкия фронт. По-късно посещава местата на бойните действия в България. Впечатленията си описва в книгите „Шипка прежде и теперь“ (1902) и „Шипка“ (1934).
След войната се установява в Москва. Работи в театъра на А. А. Бренко; журналист във в-к „Руская газета“, в-к „Московский листок“, в-к „Руские ведомости“, сп. „Руской мысли“ и др. След Октомврийската революция е журналист във в-к „Известия“, в-к „Вечерная Москва“, сп. „Огонёк“ и др. Често го наричат „Краля на репортерите“ и „Вуйчо Гиляй“.
Сред най-известните му книги са:
- Трущобные люди (1887)
- Негативы (1900), сборник разкази
- На родине Гоголя (1902)
- Были (1909), сборник разкази
- „Москва и московчани“ (Москва и москвичи, 1926), сборник очерци
- Мои скитания (1928)
- Люди театра (1941)
- Москва газетная (1960)

Неговото име днес носи астероидът 3863 Гиляровский.